# Sijo Kornelius Haitsma Mulier
Sijo Kornelius Haitsma Mulier (Winterswijk, 27 april 1887 - Utrecht, 11 december 1963) was een Nederlandse ambtenaar en burgemeester.

## Biografie
Haitsma Mulier, lid van de familie Mulier, was een zoon van de burgemeester Eco Haitsma Mulier en Aleida Tholen van Velzen. Hij was gehuwd met Henriette Geertruida Nedermeijer van Rosenthal, dochter van Lodewijk Hendrik Nicolaas Nedermeijer van Rosenthal en Marie Charlotte van Dam. Hij was de vrijzinnige beginselen toegedaan.
Haitma Mulier was aanvankelijk werkzaam als ambtenaar ter secretarie te Oldeboorn. In 1917 werd bij burgemeester van Nieuwe Pekela. Hij heeft deze functie vervulde tot 1923. In dat jaar vertrok hij naar Neede waar hij burgemeester was van 1923-1946.
Sijo had een tweelingbroer Gerard die eveneens burgemeester was. Gerard Haitsma Mulier was burgemeester van Sloten van 1913-1919.